# NGC 2271
NGC 2271 é uma galáxia elíptica (E/SB0) localizada na direcção da constelação de Canis Major. Possui uma declinação de -23° 28' 33" e uma ascensão recta de 6 horas, 42 minutos e 52,9 segundos.
A galáxia NGC 2271 foi descoberta em 23 de Janeiro de 1835 por John Herschel.